# إيملي هيل
إيملي هيل (بالإنجليزية: Emily Hill)‏ هي سفرجات ومُدرسة نيوزيلندية، ولدت في 5 سبتمبر 1847، وتوفيت في 27 أغسطس 1930.